# تيلمان فان خاميرن
تيلمان فان خاميرن، أيضاً تيلمان خاميريسكي، (أوترخت، 3 يوليو، 1632 – حوالي 1706، وارسو) كان مهندساً معمارياً ومهندساً هولندياً-ولد بولندياً استقر في عمر الثامنة والعشرين في بولندا وعمل لدى الملكة Marie Casimire ‏، زوجة يوحنا الثالث سوبياسكي ملك بولندا، وخلف تيلمان وراءه ميراثاً من الأدبنية من عمارة باروكية التي اعتبرت جواهر نفيسة.

## الأدب
- Stanisław Mossakowski, Tilman van Gameren: Leben und Werk, Deutscher Kunstverlag, München 1994, XIII, 366 S., ISBN 3-422-06097-9
- Ottenheym, K. A., & Goossens, E. J. H. P. (2002). "De Nederlandse jaren van Tilman van Gameren. Bronnen van inspiratie en scholing". In: E. J. Goossens & K. A. Ottenheym (eds.), Tilman van Gameren. Een Nederlandse architect aan het hof in Polen (pp. 24–39). Amsterdam: Stichting Koninklijk Paleis Amsterdam.